# Утехово-2
Утехово-2 — деревня в Рославльском районе Смоленской области России. Входит в состав Костырёвского сельского поселения. Население — 3 жителя (2007 год). 
Расположена в южной части области в 20 км к северо-востоку от Рославля, в 4 км южнее автодороги Р137 Сафоново — Рославль, на берегу реки Остёр. В 19 км юго-западнее деревни расположена железнодорожная станция Козловка на линии Смоленск — Рославль. 

## История
В годы Великой Отечественной войны деревня была оккупирована гитлеровскими войсками в августе 1941 года, освобождена в сентябре 1943 года.